# Architetture militari di Bardi
Per architetture militari di Bardi si intendono le fortificazioni del comune di Bardi.

## Castello di Bardi

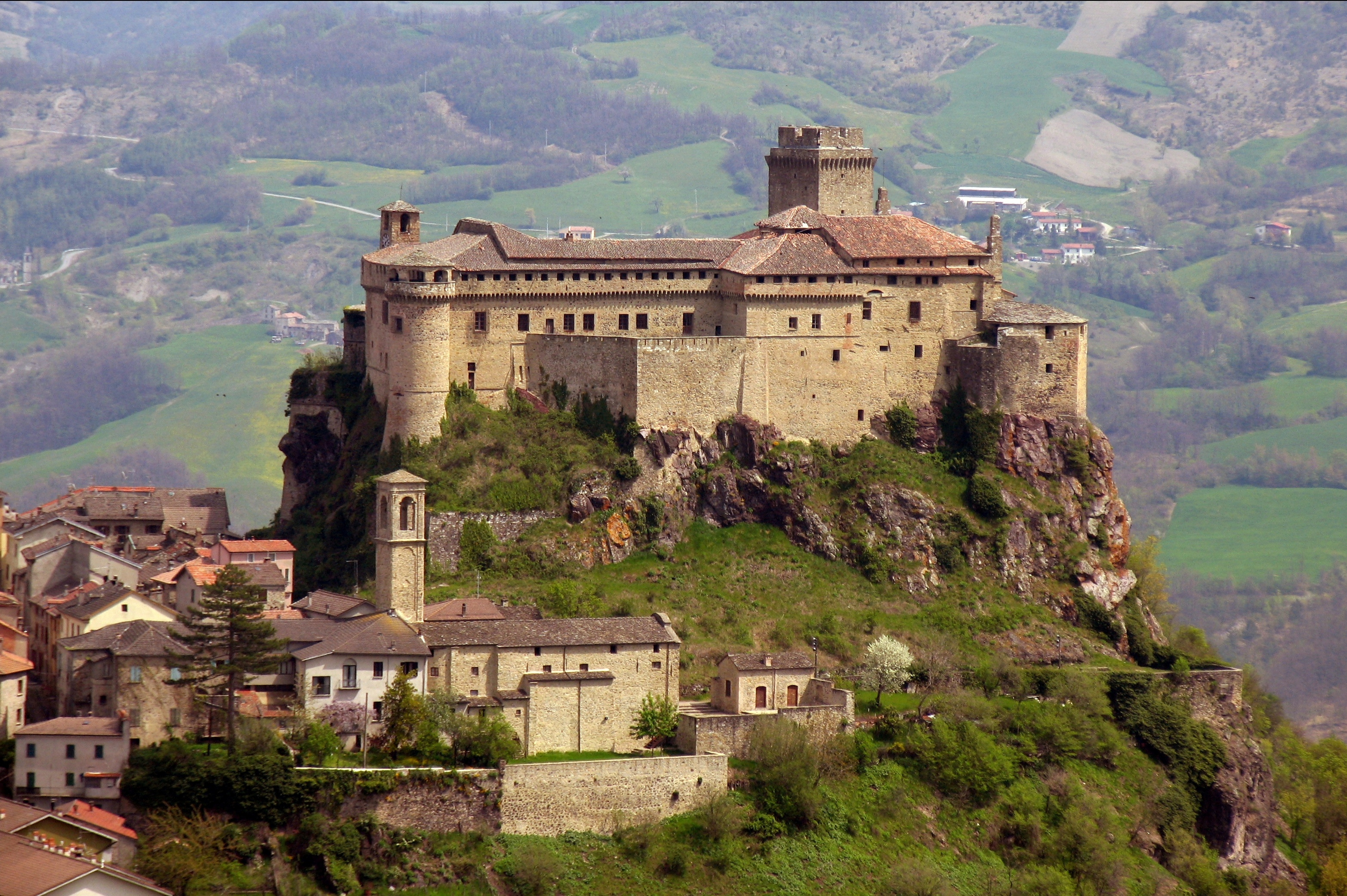
Castello

Costruito in epoca alto-medievale, il castello fu acquisito nel 1257 dai conti Landi, che lo trasformarono parzialmente in elegante residenza nobiliare alla fine del XVI secolo e lo mantennero quasi ininterrottamente fino al 1682. Considerato uno dei più importanti edifici militari italiani, il castello si erge su uno sperone in diaspro rosso ai margini del centro storico del capoluogo; interamente visitabile, è sede del museo della "Civiltà Valligiana", della mostra permanente "Novecento: Arte e mestieri dell'Est Europeo" e della collezione Ferrarini-Nicoli.

## Castello di Gravago

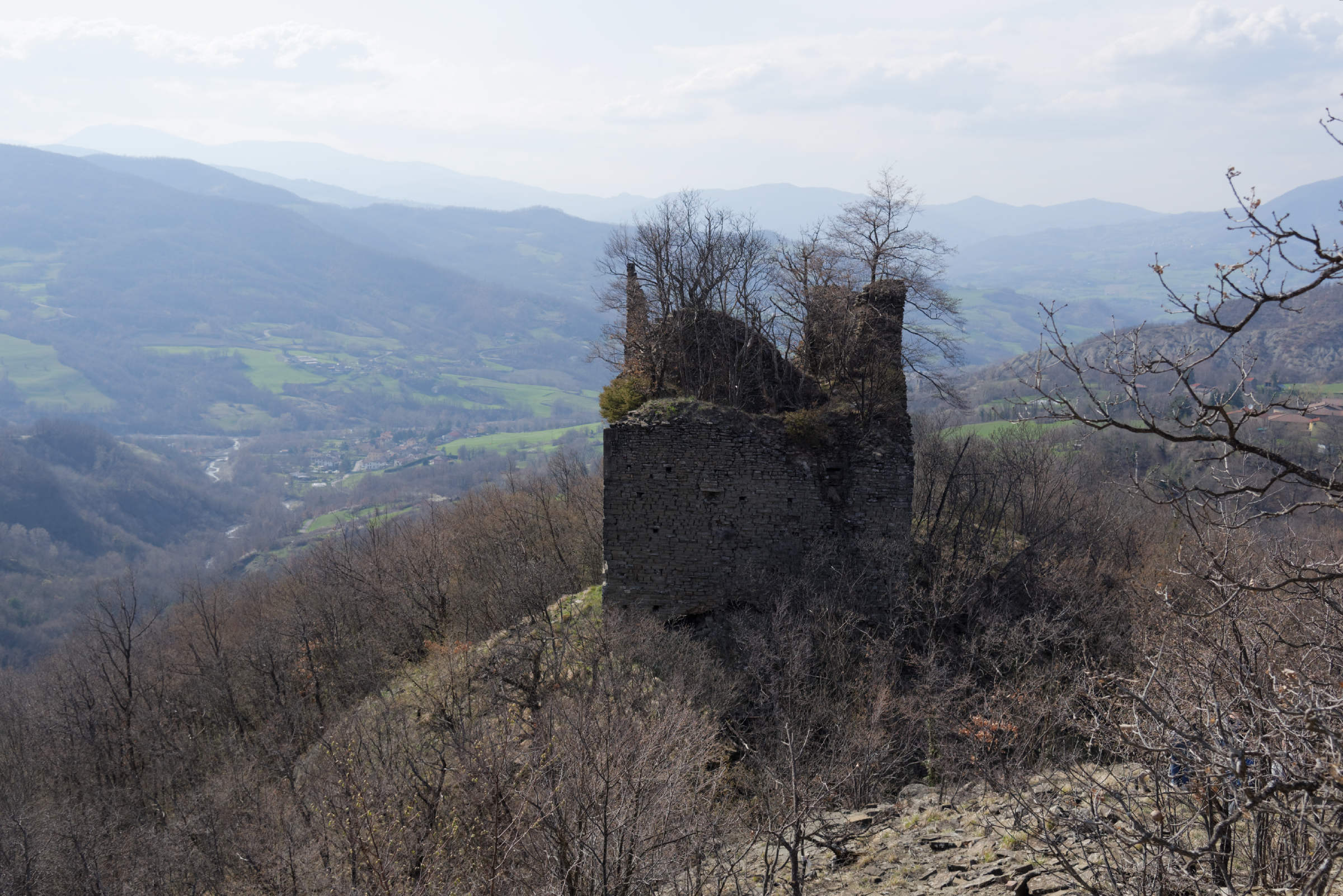
Castello di Gravago

Edificato forse nell'VIII secolo dai Longobardi a presidio dell'odierno passo di Santa Donna, il castello, appartenente agli inizi del XIII secolo ai Platoni, passò successivamente al Comune di Piacenza, che ne risultava in possesso nel 1234; conquistato in seguito dal conte Ubertino Landi, rimase quasi ininterrottamente alla casata fino al 1687, quando, ormai profondamente degradato, fu acquistato dai conti Platoni; assorbito nel 1772 dal ducato di Parma e Piacenza, in seguito all'abolizione napoleonica dei diritti feudali del 1805 passò alla giurisdizione del Comune di Bardi; completamente abbandonato, oggi se ne conservano ben visibili i resti all'interno di una fitta boscaglia a monte dell'abitato di Gravago.

## Castello di Lacore
Fondato in epoca alto-medievale probabilmente dai Longobardi, Lacore fu menzionato come casale tra il 770 e l'898; trasformato in castello difensivo verso il 907 per via della sua strategica posizione a picco sul Ceno, continuò a essere abitato fino almeno all'XI secolo; successivamente abbandonato, cadde in rovina. Dell'antico maniero si conservano, seminascoste da un querceto, le rovine della mura esterne e interne, parzialmente riportate alla luce tra la fine del XIX e gli inizi del XX secolo.

## Castello di Pione
Edificato in epoca imprecisata sul Groppo di Melagrana a monte di Faggio, il castello difensivo fu abitato fino almeno al XIII secolo; successivamente abbandonato, scomparve completamente fino alla riscoperta nel XX secolo dei resti delle mura in pietra e di una cisterna duecentesca.

## Castello di Pietracervara

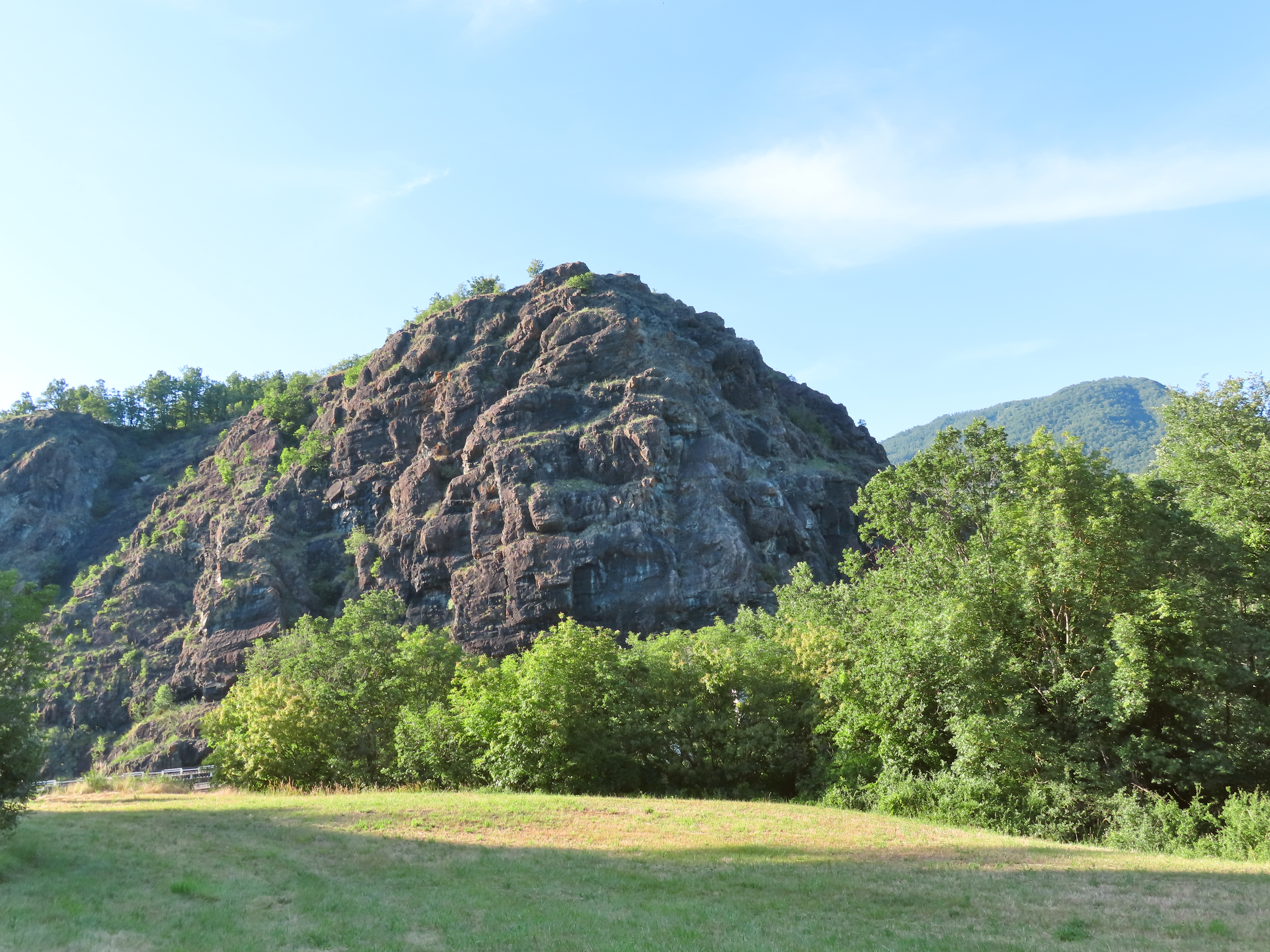
Sperone di roccia su cui si trovano i resti del castello di Pietracervara

Edificata in epoca medievale, la corte di Grezzo fu ceduta nel 1140 dai piacentini a Gherardo da Cornazzano; alienata nel 1216 al marchese Guglielmo Pallavicino e da questi al conte Alberico Landi, fu citata come castello a partire dal 1335, quando risultava tra i possedimenti dei Granelli e dei Lusardi; acquisita nuovamente dai Landi nei decenni seguenti, la fortificazione fu abbattuta nella prima metà del XVI secolo. Del grande maniero, posto su un blocco ferroso a picco sul torrente Ceno, sopravvivono soltanto alcuni ruderi della fondazioni, nascosti dalla vegetazione.

## Castello di Pietragemella
Menzionato per la prima volta nel 1135, nel 1140 il castello di Pietragemella, collocato sulla cima di uno sperone ofiolitico nei pressi di Cogno di Grezzo, fu ceduto da Gherardo da Cornazzano ai piacentini; alienato nel 1216 al marchese Guglielmo Pallavicino, fu rivenduto nello stesso anno al conte Alberico Landi; abbandonato in seguito, cadde in rovina e scomparve completamente.

## Castello di Pietra Nera
Menzionato nel 1216 quando fu alienato da Gherardo da Cornazzano al marchese Guglielmo Pallavicino, il castello di Pietra Nera, collocato sulla cima di uno sperone ofiolitico di fronte al maniero di Pietragemella, fu rivenduto nello stesso anno al conte Alberico Landi; successivamente abbandonato, cadde in rovina e scomparve completamente.

## Castello di Sidolo
Appartenuto nel XII secolo alla famiglia Platoni Rossi, il castello di Sidolo cadde nei secoli successivi in profondo degrado, tanto che nel 1873 se ne conservavano soltanto i ruderi, in parte ancora visibili a monte della frazione.